# Casa Daniel
La Casa Daniel és un edifici del municipi de Tossa de Mar (Selva). Forma part de l'Inventari del Patrimoni Arquitectònic de Catalunya.

## Descripció
És un edifici de tres plantes i coberta de doble vessant a façana situat entre mitgeres. La casa és de dimensions reduïdes, arrebossada i pintada de color blanc. La façana consta de dues crugies molt modificades durant el segle xx. La majoria de les obertures són noves i es conserven dues de les antigues, emmarcades de pedra (granit). Són una finestra i l'antic portal d'entrada, ara adaptat com a finestra, ja que s'hi ha introduït un marc de fusta pintat de color blau. El ràfec consta d'un seguit de quatre fileres de motllures senzilles.

## Història
Bona part de les cases i els carrers de la vila nova de Tossa són originàries del segle xviii, quan la vila va suportar un creixement econòmic i demogràfic que va urbanitzar aquesta zona. Moltes d'elles, malgrat haver-se reformat interiorment i exteriorment, han conservat restes de les cases originals, com ara llindes gravades o finestres motllurades de pedra. D'altra banda, aquests elements són, la major part de les vegades, els únics elements conservats. En aquest cas, aquesta casa és originària del segle xviii i reformada al segle xx. La llinda del portal antic, ara adaptat com a finestra, porta una inscripció amb la data de 1763 i les inicials A i M entrecreuades. Entre els anys 70 i 90 es va obrir un restaurant estival (Casa Daniel) a la planta baixa, encara que actualment està tancat.